# Unterseeboot 857
L'Unterseeboot 857 (ou U-857) est un sous-marin allemand utilisé par la Kriegsmarine pendant la Seconde Guerre mondiale.

## Historique
Après sa période d'entraînement initial à Stettin en Allemagne au sein de la 4. Unterseebootsflottille jusqu'au 31 mai 1944, l'U-857 est affecté à une formation de combat à la base sous-marine de Lorient, dans la 10. Unterseebootsflottille. 
Avec l'avance des forces alliées en France et pour éviter la capture, il rejoint en octobre 1944 Flensbourg, dans la 33. Unterseebootsflottille.
L'U-857 est porté disparu avec ses 59 hommes d'équipage en avril 1944 dans l'Atlantique Nord au large de la côte Est des États-Unis sans explication.

## Affectations successives
- 4. Unterseebootsflottille du 16 septembre 1943 au 31 mai 1944
- 10. Unterseebootsflottille du 1er juin 1944 au 30 septembre 1944
- 33. Unterseebootsflottille du 1er octobre 1943 au 15 avril 1945

## Commandement
- Kapitänleutnant Rudolf Premauer du 16 septembre 1943 au 15 avril 1945

## Navires coulés
L'U-857 a coulé 2 navires pour un total de 15 259 tonneaux et endommagé un navire de 6 825 tonneaux au cours des 3 patrouilles qu'il effectua.

## Sources
- « U-857 », sur Uboat.net